# Markham (serie televisiva)
Markham è una serie televisiva di genere giallo statunitense, andata in onda per una stagione, dal 1959 al 1960, sulla CBS.
Il protagonista è stato interpretato da Ray Milland.

## Trama
Roy Markham è un ex avvocato di successo a New York, che diventa un detective privato. I casi da risolvere lo portano a viaggiare in tutto il mondo.

## Registi
Lista parziale
- Robert Florey (9 episodi, 1959-1960)
- Herschel Daugherty (8 episodi, 1959-1960)
- Bretaigne Windust (5 episodi, 1959)
- Mitchell Leisen (5 episodi, 1960)
- John Rich (3 episodi, 1959-1960)